# Palacio Montes
El Palacio Montes es un inmueble ubicado en el centro de la ciudad de Punta Arenas, Chile, en la plaza Muñoz Gamero. Construido en 1920, es sede de la Ilustre Municipalidad de Punta Arenas, y forma parte de la Zona Típica urbana de la ciudad.

## Historia
De estilo neoclásico, fue construido en el año 1920 por el arquitecto Miguel Bonifetti como residencia del empresario español José Montes Pello, quien llegó a la ciudad en 1874.
El edificio fue adquirido por la Municipalidad de Punta Arenas en 1967 para servir como Casa de la Cultura. Funcionó así hasta 1977 cuando se trasladó la alcaldía de la ciudad.